# شهر معشوق
شهر معشوق (انگلیسی: City of Lover) یک کنسرت یک‌باره توسط خواننده-ترانه‌سرای آمریکایی تیلور سوئیفت بود. این کنسرت در تئاتر المپیای پاریس، فرانسه در ۹ سپتامبر ۲۰۱۹، کمی بیشتر از دو هفته پس از انتشار هفتمین آلبوم استودیویی سوئیفت معشوق (۲۰۱۹) برگزار شد.
این کنسرت مخصوص طرفدارهایی بود که از طریق مسابقه‌های آنلاین یا خرید آلبوم برنده بلیط انحصاری شده بودند. لیست پخش تنظیم‌شده برای این کنسرت شامل هشت آهنگ از معشوق و هشت آهنگ از مجموعهٔ آثار قبلی سوئیفت، در مجموع شانزده آهنگ بود. کنسرت شهر معشوق به‌مدت یک ساعت برگزار شد و پس از ششمین تور کنسرت برنامه‌ریزی‌شده جشن معشوق که به‌دلیل دنیاگیری کووید-۱۹ لغو شد، تنها کنسرتی بود که سوئیفت در یک مکان موسیقی برای تبلیغ معشوق برگزار کرد. در ۱۵ مه ۲۰۲۰، ویژه برنامه تلویزیونی با عنوان تیلور سوئیفت: شهر معشوق که در کنسرت فیلمبرداری شده بود، توسط ای‌بی‌سی در ایالات متحده پخش شد. در مقایسه با کنسرت اصلی، ویژه برنامه تنها شامل هشت آهنگ اجراشده از معشوق، در مجموع ۴۲ دقیقه با درنظر گرفتن آگهی‌های بازرگانی است.

## فهرست ترانه‌ها
این فهرست پخش کنسرت شهر معشوق است. آهنگ‌هایی که در ویژه برنامه تلویزیونی ای‌بی‌سی منتشر شده‌اند با یک صلیب () مشخص شده‌اند.
1. «من!»
2. «فضای خالی»
3. «می‌دانستم تو مشکل‌سازی»
4. «تیرانداز»
5. «داستان عشق»
6. «ظریف»
7. «مرگ بر اثر هزار برش»
8. «خیابان کرنلیا»
9. «این مرد»
10. «همه‌اش را خیلی خوب»
11. «سرخ»
12. «روز روشن»
13. «استایل»
14. «تو باید آرام باشی»
15. «معشوق»
16. «از ذهنم پاکش کنم»